# Fovareola denisi
Fovareola denisi är en fjärilsart som beskrevs av Felder 1874. Fovareola denisi ingår i släktet Fovareola och familjen nattflyn. Inga underarter finns listade i Catalogue of Life.